# Hollies (album 1965)
Hollies è un album in studio del gruppo musicale britannico The Hollies, pubblicato nel 1965.

## Tracce
Side 1
1. Very Last Day – 2:58 (Noel Stookey, Peter Yarrow)
2. You Must Believe Me – 2:08 (Curtis Mayfield)
3. Put Yourself in My Place – 2:40 (L. Ransford)
4. Down the Line – 2:03 (Roy Orbison)
5. That's My Desire – 2:27 (Carroll Loveday, Helmy Kresa)
6. Too Many People – 2:38 (L. Ransford)

Side 2
1. Lawdy Miss Clawdy – 1:50 (Lloyd Price)
2. When I Come Home to You – 2:26 (L. Ransford)
3. Fortune Teller – 2:27 (Naomi Neville)
4. So Lonely – 2:36 (L. Ransford)
5. I've Been Wrong – 1:56 (L. Ransford)
6. Mickey's Monkey – 2:30 (Holland-Dozier-Holland)

## Versione statunitense
La versione statunitense del disco è intitolata Hear! Here! ed è stata pubblicata da Imperial Records nel 1965.

### Tracce
Side 1
1. I'm Alive (Clint Ballard Jr.) – 2:22
2. Very Last Day (Paul Stookey, Peter Yarrow) – 2:50
3. You Must Believe Me (Curtis Mayfield) – 2:05
4. Put Yourself in My Place (L. Ransford) – 2:35
5. Down the Line (Roy Orbison) – 2:00
6. That's My Desire (Carroll Lovesday, Helma Kresa) – 2:30

Side 2
1. Look Through Any Window (Charles Silverman, Graham Gouldman) – 2:16
2. Lawdy Miss Clawdy (Lloyd Price) – 1:50
3. When I Come Home to You (L. Ransford) – 2:24
4. So Lonely (L. Ransford) – 2:36
5. I've Been Wrong (L. Ransford) – 1:54
6. Too Many People (L. Ransford) – 2:40

## Formazione
- Allan Clarke – voce, armonica
- Tony Hicks – chitarra, voce
- Graham Nash – chitarra, voce
- Bobby Elliott – batteria
- Eric Haydock – basso